# Aghalee
Aghalee es una localidad situada en el distrito de Lisburn y Castlereagh, Irlanda del Norte (Reino Unido). Según el censo de 2011, tiene una población de 873 habitantes.
Está ubicada al suroeste de Belfast —la capital de Irlanda del Norte— y de la península de Ards, y al este del lago Neagh, el mayor lago de las islas británicas.